# Montañas de Senguiléi
Parque nacional Montañas de Senguiléi (en ruso: Сенгилеевские горы) es un parque nacional de la Federación Rusa (áreas protegidas del óblast de Uliánovsk).
Entre las especies representativas de bosques se encuentran: abedul, pino, roble. El centro del parque es lugar básico para la acumulación y la distribución de las aguas subterráneas, que son activamente utilizadas por una población circundante. Muchas especies de animales raras lo habitan. En el territorio se prohíbe la tala del bosque. La investigación y el trabajo científico no se permite.